# Cantón San Miguel
Cantón San Miguel är en kanton i Ecuador.   Den ligger i provinsen Bolívar, i den centrala delen av landet, 170 km söder om huvudstaden Quito.